# تباين البشر

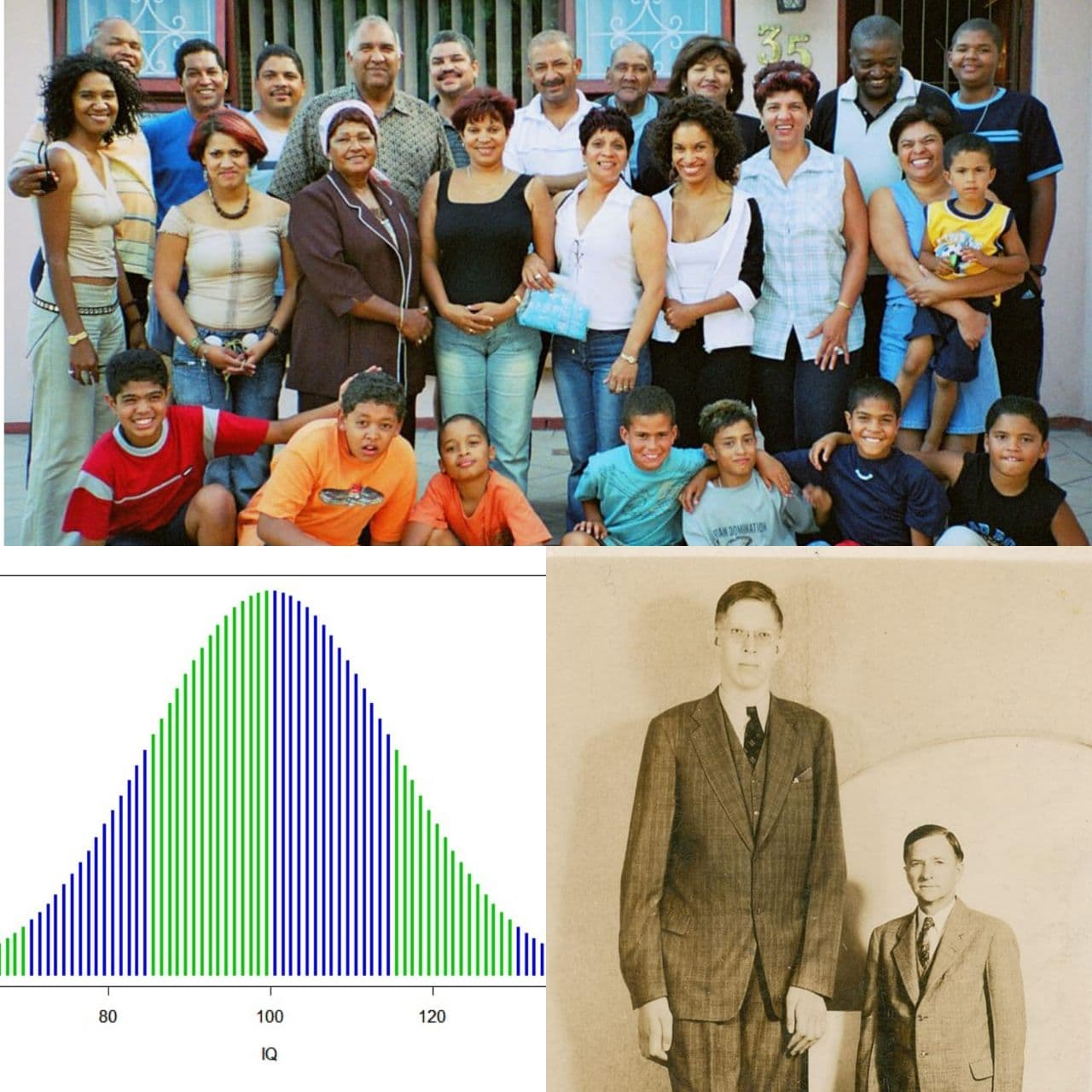
صورة تظهر أمثلة مختلفة للنمط الظاهري للإنسان

تباين البشر أو اختلاف البشر هو نطاق القيم المُحتملة لكل سمةٍ جسدية أو نفسية في البشر، وتشمل عدة مجالات تتضمن الذكاء الإنساني والشخصية والصفات الجسدية (شكل الجسم، لون جلد الإنسان، وغيرها) والمناعة.